# Comté de Dearborn
Le comté de Dearborn (anglais : Dearborn County) est un comté de l'État de l'Indiana, aux États-Unis. Il comptait 40 285 habitants  en 2000. Son siège est la ville de Lawrenceburg.
Le comté a été nommé en l'honneur de Henry Dearborn